# باريس تورز 1922
باريس تورز 1922 هو سباق دراجات هوائية، وهو الموسم رقم 17 من باريس تورز، وأقيم في 1922.
فاز بالمركز الأول هنري باليسر، وبالمركز الثاني Heiri Suter ‏، وبالمركز الثالث Robert Jacquinot ‏.

## الفائزون
| الترتيب | الفائز            |
| ------- | ----------------- |
| الفائز  | هنري باليسر       |
| الثاني  | Heiri Suter ‏      |
| الثالث  | Robert Jacquinot ‏ |